# Victoria Silvstedt
Karen Victoria Silvstedt (født 19. september 1974 i Skellefteå, Sverige) er en svensk model, skuespiller, studievært og sanger.

## Karriere
Silvstedt var som ung på Sveriges alpine skilandshold, men karrieren blev bremset af en skulderskade. Hun har været model for modehusene Chanel, Christian Dior, Loris Azzaro, Givenchy, Valentino og Giorgio Armani.
I 1993 deltog hun i Girls of Northern Europe og blev i december 1996 Playmate of the Month i Playboy. Året efter blev hun Playmate of the Year. Hun har været model i flere magasiner, bl.a. GQ og FHM.
I 2005 blev hun nr. 2 i magasinet Nuts' Sexiest Blonde in the World.
Victoria Silvstedt taler flydende svensk, engelsk, fransk og italiensk.